# Anastasija Makiejewa
Anastasija Wasiljewna Makiejewa (ros. Анастасия Васильевна Макеева; ur. 23 grudnia 1981 w Krasnodarze) – rosyjska aktorka filmowa i teatralna.

## Życiorys
Pochodzi z rodziny muzyków. W dzieciństwie występowała w kwartecie Garmonia i uczyła się w szkole muzycznej. Jako nastolatka brała udział w konkursach wokalnych, a także w konkursach piękności. Była prezenterką kanału telewizyjnego STS.
W 2000 rozpoczęła studia w Państwowej Szkole Muzycznej Estradowo-Jazzowej (GMUEDI). W czasie studiów zagrała główne role w musicalach Drakula (jako Adrijana) i Czarownice z Eastwick (Aleks). Naukę kontynuowała w Rosyjskiej Akademii Sztuk Teatralnych (RATI).
W 2008 wzięła udział w telewizyjnym show "Lednikowyj pieriod-2" (Gwiazdy tańczą na lodzie), w którym jej partnerem był Aleksandr Abt (para zajęła 7. miejsce).
W filmie zadebiutowała w 2003, rolą Nastii w obrazie Adwokat. Ma na swoim koncie role w 35 filmach i serialach telewizyjnych, a także w musicalach (Chicago, Mamma mia!).
W życiu prywatnym była żoną Piotra Kisłowa. Po rozwodzie wyszła za aktora i kompozytora Gleba Matwiejczuka, z którym rozwiodła się w 2016.

## Wybrana filmografia
- 2003 − Adwokat jako Nastia
- 2004 − Jeździec imieniem śmierć jako Jelena
- 2005 − Persona non grata jako Anna
- 2008 − Jedna noc miłości jako księżna Orłowa
- 2009 − Prawiło labirinta jako Rita
- 2010 – Stolica grzechu jako Lena
- 2012 – Oboroten w pogonach jako Wieronika Zorina
- 2013 – Cezar jako Marina Jaszyna
- 2014 – Maniekienszczyca jako Lila Mirska
- 2017 – Anna Karenina. Historia Wrońskiego jako Betsi